# Poglądy religijne na masturbację
Poglądy religijne na masturbację – zbiór stanowisk przyjętych w odniesieniu do masturbacji w poszczególnych religiach świata.

## Chrześcijaństwo

### Katolicyzm
Zgodnie z obowiązującym od 1992 roku Katechizmem Kościoła Katolickiego, masturbacja jest traktowana jako jedno z „wykroczeń przeciw czystości”, obok rozwiązłości, gwałtu, nierządu, pornografii i prostytucji. Opisując ją, autorzy Katechizmu powołują się na wcześniejszą deklarację Kongregacji Nauki Wiary Persona humana z 1975, w której masturbację określa się jako zachowanie moralne „wewnętrznie i ciężko nieuporządkowane”, a jakiekolwiek użycie narządów płciowych „poza prawidłowym współżyciem małżeńskim w sposób istotny sprzeciwia się celowości.(…)”. Jest to związane ze szczególnie ważnym miejscem, jakie seksualność zajmuje w strukturze osoby człowieka:

Według tradycji chrześcijańskiej i nauki Kościoła oraz wskazań rozumu, porządek moralny w obrębie ludzkiej płciowości obejmuje dobra życia ludzkiego tak wielkiej wartości, że jakiekolwiek bezpośrednie naruszenie tego porządku jest obiektywnie wykroczeniem ciężkim.

W praktyce nauczania kościoła katolickiego uznaje się samotne podniecanie, oderwany od więzi małżeńskiej i od płodności, za niedojrzały sposób przeżywania seksualności człowieka oraz za działanie moralnie błędne. Zdaniem katolickiego księdza i psychologa Marka Dziewieckiego zachowania autoerotyczne niosą ze sobą szereg negatywnych konsekwencji. Jego zdaniem:
1. Powodują nadmierną koncentrację na fizyczności, co może doprowadzić do uzależnienia seksualnego.
2. Blokują motywację do rozwoju i szukania radości w innych dziedzinach życia.
3. Skłaniają do zamknięcia się w sobie, sprzyjają izolacji i samotności. Masturbacja ma także prowadzić do silnego napięcia psychicznego i poczucia winy.
4. Powodują niepokój, napięcia psychiczne, wyrzuty sumienia i poczucie winy.
5. Często powodują zaburzenia w pożyciu seksualnym w małżeństwie, bowiem partner czy partnerka może odbierać masturbacje równie boleśnie, co zdradę.

Moralna odpowiedzialność człowieka nie jest jednak w każdym przypadku taka sama: „W celu sformułowania wyważonej oceny odpowiedzialności moralnej konkretnych osób i ukierunkowania działań duszpasterskich należy wziąć pod uwagę niedojrzałość uczuciową, nabyte nawyki, stany lękowe lub inne czynniki psychiczne czy społeczne, które mogą zmniejszyć, a nawet zredukować do minimum winę moralną”. W nauczaniu kościoła katolickiego ta strefa – jak i wszystkie inne – powinna podlegać pracy nad sobą i wysiłkowi samowychowania.

### Protestantyzm
Wśród wielu wyznań określanych wspólną nazwą protestanckich, poglądy na tę kwestię są bardzo różne. Kościoły postreformacyjne (luteranizm, kalwinizm) nie przykładają dużej wagi do znaczenia moralnego tej czynności i raczej nie traktują masturbacji jako czyn naganny. Inaczej tę sprawę widzą wyznawcy kościołów ewangelikalnych i fundamentalnych biblijnie. Większość z nich traktuje masturbacje jako grzech, gdyż wynika z pożądliwych myśli, podniecenia seksualnego i/lub z korzystania z treści pornograficznych, dlatego nauczają, że to z tymi problemami trzeba się uporać. Jeśli człowiek zwycięży i porzuci grzech pożądania i pornografii, problem masturbacji nie będzie się pojawiał.

### Świadkowie Jehowy
Świadkowie Jehowy uważają, że masturbacja to nawyk szkodliwy pod względem duchowym. Sprzyja egoizmowi, kala umysł, podsyca niewłaściwe pragnienia oraz kształtuje niewłaściwe, egoistyczne podejście do stosunku seksualnego (Kol 3:5). Należy unikać takich popędów (2 Kor 7:1).

## Judaizm
W kulturze i w religii judaizmu istnieją silnie rozbudowane nakazy rozrodu. By osiągnąć cel rozrodu, stosunek płciowy powinien prowadzić do wytrysku spermy do pochwy i zapłodnienia. Wytrysk daremny jest grzechem opisanym micwami, halachą i torą i jest bardzo mocno krytykowany; porównuje się taki czyn z zabójstwem, ponieważ zniszczony został materiał, z którego mogło powstać życie. Każda ejakulacja, prócz zapładniającej swą żonę jest zakazana. Mężczyznom zalecano, aby unikać podniet psychicznych i bodźców fizycznych, które mogły zwiększyć prawdopodobieństwo polucji nocnych. Masturbacja przez żydów uważana jest za ciężki grzech niezależnie od tego, czy mężczyzna był żonaty, czy wolny.
Masturbacji u kobiet poświęcono mniej uwagi, ponieważ nie miała ona związku z niszczeniem spermy; jednak judaizm uważa go za moralnie naganny, nieprzyzwoity, grzeszny. Aktywność małżeńska, która nie może doprowadzić do zapłodnienia, bo żona jest w ciąży, nie budzi sprzeciwu rabina bądź cadyka, ponieważ seksualne współżycie powinno być kontynuowane w małżeństwie także jako wyraz więzi i radości.

## Islam
W islamie ta praktyka jest uważana za grzech łamiący post. Według hadisu przekazanego przez Hasana ibn Arfaha, Mahomet powiedział:

Siedmiu ludzi jest tak odrażających, że Allah nie spojrzy na nich w Dzień Sądu:
- onanista
- osoba praktykująca seks analny
- osoba, na której praktykowano seks analny
- alkoholik (jak i inny pijący alkohol etylowy)
- człowiek, który bije swoich rodziców tak, że krzyczą o pomoc
- człowiek, który krzywdzi swoich sąsiadów tak, że mu złorzeczą
- człowiek, który ma stosunek seksualny z żoną swego sąsiada